# GJ 1061
GJ 1061 – gwiazda w gwiazdozbiorze Zegara. Znajduje się w odległości ok. 12 lat świetlnych od Słońca i jest jedną z gwiazd najbliższych Układowi Słonecznemu. Okrążają ją trzy znane planety, dwie z nich są planetami ziemiopodobnymi.

## Charakterystyka fizyczna
GJ 1061 jest czerwonym karłem; należy do typu widmowego M5,5V. Ma temperaturę ok. 2950 K, a jej jasność to zaledwie ok. 0,00007 jasności Słońca. Masa tej gwiazdy to 12% masy Słońca, a ma ona promień równy około 16% promienia Słońca. Pomimo małej odległości nie jest widoczna nawet przez lornetkę, wielkość obserwowana GJ 1061 to zaledwie 13m.
Wiek GJ 1061 jest oceniany na ponad 7 miliardów lat. Emituje ona bardzo mało promieniowania rentgenowskiego. Chociaż gwiazda jest podobna do bliższej Proximy Centauri, charakteryzuje ją niższa aktywność.

## Układ planetarny
W 2019 roku doniesiono o odkryciu trzech planet okrążających tę gwiazdę. Są to niewielkie planety o masach minimalnych od 1,4 do 1,7 masy Ziemi.
Planeta GJ 1061 b krąży poza ekosferą układu. Dwie dalsze planety układu otrzymują strumień promieniowania równy odpowiednio 1,45 (c) i 0,69 (d) strumienia dochodzącego do Ziemi. Wskaźnik podobieństwa do Ziemi dla obu tych planet ma bardzo wysoką wartość, równą 0,86, jednak tylko planeta GJ 1061 d orbituje w „zachowawczo” definiowanej ekosferze, zatem szansa na warunki klimatyczne umożliwiające istnienia ciekłej wody na powierzchni jest większa w jej przypadku.